# Mouvement pour l'abrogation de la poll tax des femmes

L'histoire de la poll tax, aux États-Unis, comme condition pour voter.

Le mouvement pour l'abrogation de la poll tax des femmes, en anglais : Women's poll tax repeal movement, est un mouvement social américain mené principalement par des femmes qui ont tenté d'obtenir l'abolition de l'impôt par tête, appelé « poll tax », condition préalable au vote dans le Sud des États-Unis. 

## Historique
Les premiers documents de gouvernement des États-Unis créés entre 1776 et 1789 établissaient des conditions préalables à l'exercice du droit de vote. Après l'adoption de la Constitution en 1789, la propriété d'un bien immobilier constituait la principale condition pour pouvoir voter. Avec le développement du commerce et des affaires, des modifications ont été apportées, exigeant à la place la propriété de biens personnels d'une certaine valeur. À la fin de la guerre de Sécession, en 1865, les exigences en matière de propriété avaient été abolies dans presque tous les États. 25 ans plus tard, les États du Sud ont utilisé la législation fiscale comme moyen de restreindre principalement le droit de vote aux Noirs. Entre 1871 et 1902, les États d'Alabama, Arkansas, Floride, Géorgie, Louisiane, Mississippi, Carole du Nord et du Sud, Texas et Virginie ont adopté la poll tax dans ce but.

## Les débuts du mouvement pour l'abrogation

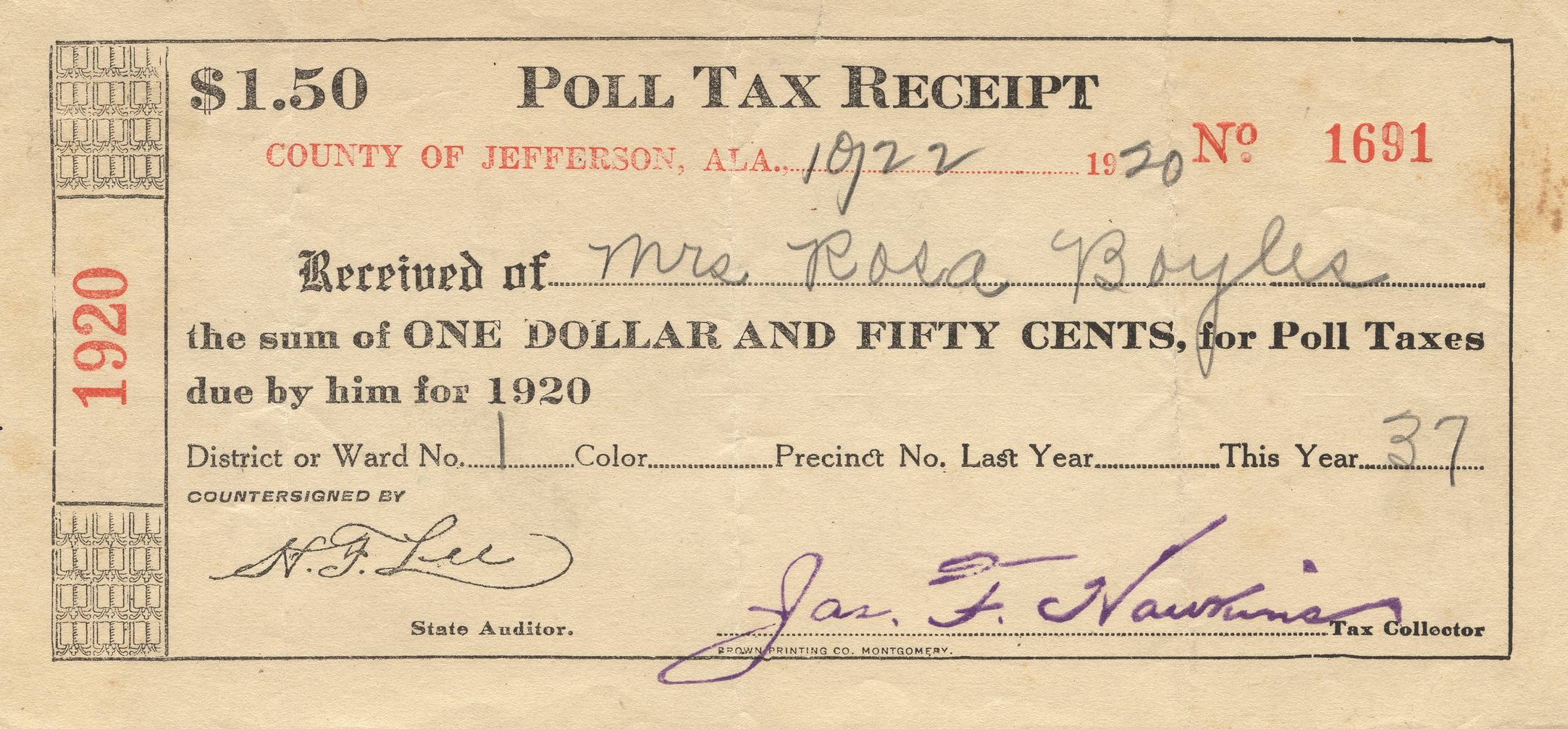
Reçu de paiement de la poll tax de Rosa Boyles, comté de Jefferson, Alabama, 1920.

Le mouvement  commence peu après la ratification, en 1920, du dix-neuvième amendement de la Constitution des États-Unis, qui accorde le droit de vote aux femmes. Avant d'obtenir le droit de vote, les femmes n'étaient pas obligées de payer l'impôt, mais peu après l'entrée en vigueur du dix-neuvième amendement, les États du Sud ont commencé à examiner comment les lois sur l'impôt électoral pouvaient être appliquées aux femmes. Par exemple, la Caroline du Nord et celle du Sud ont exempté les femmes du paiement de la taxe, tandis que la Géorgie n'exige pas des femmes qu'elles la paient, à moins qu'elles ne s'inscrivent pour voter. Dans d'autres États du Sud, la taxe est due cumulativement pour chaque année où une personne a le droit de vote.
Le paiement de l'impôt est difficile pour les Afro-Américains, les Hispaniques et les femmes, principalement parce que leurs revenus sont beaucoup plus faibles que ceux des hommes blancs. Pour les femmes mariées, la coverture les empêche de contrôler leurs propres biens. Pour certains couples, le montant de la taxe qui doit être payée pour le mari et la femme est trop important et seul le mari s'inscrit. Reconnaissant que le paiement de l'impôt, comme condition préalable au vote, peut les priver de leur droit de vote, les femmes commencent à s'organiser, dans les années 1920, pour abroger les lois sur l'impôt électoral, mais le mouvement ne prend pas beaucoup d'ampleur avant la Grande Dépression des années 1930. Des femmes noires et blanches font pression au niveau de l'État et au niveau national pour que des mesures législatives soient prises afin d'abolir les lois qui exigent de payer pour voter. En outre, elles intentent une série de procès pour tenter d'obtenir des changements. Dans les années 1950, la croisée des coutumes et des lois sexistes et racistes est évidente pour ceux qui luttent contre la poll tax. Cela crée des collaborations entre les activistes impliqués dans l'abrogation des taxes électorales et ceux qui sont actifs dans le mouvement plus large des droits civiques.

## Le long cheminement vers l'abrogation
La Louisiane abandonne sa poll tax en 1932 et le nombre de femmes électrices augmente de 77 %. Le militantisme des femmes contribue à l'abrogation de la législation sur les droits de vote en Floride, en 1937, en Géorgie, en 1945, au Tennessee, en 1953, et en Arkansas, en 1964. Cette année-là, le vingt-quatrième amendement de la Constitution des États-Unis est adopté, interdisant les poll taxes, obstacles au vote lors des élections fédérales. L'adoption de la loi dite Voting Rights Act de 1965 donne au département de la Justice le pouvoir fédéral d'intenter des poursuites contre les quatre États qui utilisent encore la poll tax pour priver les électeurs de leur droit de vote, lors des élections d'État. La Cour suprême met finalement un terme à cette lutte de quatre décennies, en abolissant l'obligation de payer la poll tax pour pouvoir voter lors de toute élection, fédérale ou d'État, dans son arrêt Harper contre la commission électorale de l'État de Virginie (en), en 1966.